# Meridiano 22 oeste
El meridiano 22 oeste de Greenwich es una línea  de longitud que se extiende desde el Polo norte a través del Océano Ártico, Groenlandia, Islandia, el Océano Atlántico, el Océano Antártico, hasta la Antártida y el Polo sur.
El meridiano 22 oeste forma un gran círculo con el meridiano 158 este.

## De Polo a Polo
Comenzando desde el  Polo norte y en dirección hacia el Polo sur, el meridiano 22 oeste pasa a través de
| Coordenadas                      | País, territorio o mar | Notas                                         |
| -------------------------------- | ---------------------- | --------------------------------------------- |
| 90°0′N 22°0′O / 90.000, -22.000  | Océano Ártico          |                                               |
| 82°42′N 22°0′O / 82.700, -22.000 |                        | Península de la Tierra de Peary               |
| 78°28′N 22°0′O / 78.467, -22.000 | Jøkelbugten            |                                               |
| 77°56′N 21°0′O / 77.933, -21.000 |                        | Isla de la Sociedad Geográfica e Isla Traill  |
| 71°44′N 22°0′O / 71.733, -22.000 | Groenlandia            | Península de la Tierra de Jameson             |
| 70°29′N 22°0′O / 70.483, -22.000 | Océano Atlántico       | Mar de Groenlandia                            |
| 66°16′N 22°0′O / 66.267, -22.000 | Islandia               | Península de Westfjords                       |
| 65°31′N 22°0′O / 65.517, -22.000 | Breiðafjörður          |                                               |
| 65°23′N 22°0′O / 65.383, -22.000 | Islandia               |                                               |
| 65°6′N 22°0′O / 65.100, -22.000  | Breiðafjörður          |                                               |
| 65°1′N 22°0′O / 65.017, -22.000  | Islandia               |                                               |
| 64°18′N 22°0′O / 64.300, -22.000 | Faxaflói               |                                               |
| 64°9′N 22°0′O / 64.150, -22.000  | Islandia               | Pasando al oeste de Reykjavík                 |
| 63°50′N 22°0′O / 63.833, -22.000 | Océano Atlántico       |                                               |
| 60°0′S 22°0′O / -60.000, -22.000 | Océano Antártico       |                                               |
| 74°9′S 22°0′O / -74.150, -22.000 | Antártida              | Territorio antártico británico, reclamado por |